# Carl Axel Ambjörn Sparre
Carl Axel Ambjörn Freiherr von Sparre (* 16. September 1839 in Vinäs, heute Västra Eds socken, Småland, Schweden; † 23. Oktober 1910 in Leonhardsberg, heute Norrköpings Östra Eneby församling, Östergötland, Schweden) war ein schwedischer Porträt-, Genre- und Historienmaler.

## Leben
Sparre, Spross der schwedischen Adelsfamilie Sparre, war eines von fünfzehn Kindern von David Bleckert Casimir Sparre (1795–1866) und dessen Ehefrau Carolina, geborene Lewenhaupt (1815–1893). Er beschritt eine Militärkarriere in der schwedischen Armee, wo er den Rang eines Hauptmanns bekleidete. 1867 ging er nach Düsseldorf, damals Zentrum der Düsseldorfer Malerschule, als solche auch Mittelpunkt einer skandinavischen Malerkolonie, und wurde Privatschüler bei dem schwedischen Genremaler Ferdinand Fagerlin. Anschließend ging er zur weiteren Ausbildung nach Paris. 1870 heiratete er die Industriellentochter und spätere Malerin Emma Josepha Munktell (1851–1913), Schwester der Komponistin Helena Mathilda Munktell (1852–1919). Ihre gemeinsame 1871 in Wien geborene Tochter Märta († 1940) studierte ebenfalls Malerei und wurde eine angesehene Bildhauerin. Die Ehe wurde 1891 geschieden. In den Jahren 1876 bis 1878 weilte Sparre erneut in Düsseldorf, um unter anderem bei Wilhelm Sohn Malunterricht zu nehmen.